# Koeficient
Slovem koeficient (z latiny, česky součinitel, neproměnná veličina) se v matematice a dalších vědách označuje zpravidla konstantní číslo, kterým je násobena jiná hodnota (proměnná, funkce apod.). Koeficient velmi často bývá bezrozměrný.
Například u polynomu {\displaystyle 3x^{2}+5x-2} je u členu s druhou mocninou koeficientem číslo 3; v algebře se často používají stejné indexy pro objekty a jim odpovídající koeficienty, např. obecný výraz pro polynom: {\displaystyle a_{0}+a_{1}x+a_{2}x^{2}+\cdots +a_{n}x^{n}}.
Ve fyzice koeficienty zpravidla charakterizují některé fyzikální vlastnosti objektu či materiálu.
Jisté koeficienty např. hrají roli v přímé a nepřímé úměrnosti.

## Některé běžné koeficienty

### Matematika
- Korelační koeficient
- Binomický koeficient
- Fourierův koeficient (viz Fourierova řada)
- Taylorův koeficient (viz Taylorova řada)

### Fyzika
- koeficient smykového tření
- Součinitel odporu
- Koeficient přestupu tepla
- Účiník